# Niedrzwica Kościelna-Kolonia
Niedrzwica Kościelna-Kolonia – kolonia w Polsce położona w województwie lubelskim, w powiecie lubelskim, w gminie Niedrzwica Duża.
| SIMC    | Nazwa | Rodzaj    |
| ------- | ----- | --------- |
| 0386985 | Górki | część wsi |

W latach 1975–1998 miejscowość administracyjnie należała do ówczesnego województwa lubelskiego.
Wierni Kościoła rzymskokatolickiego należą do parafii św. Bartłomieja Apostoła w Niedrzwicy Kościelnej.